# 陳哲廬
陳哲廬（英語：Jerald Chan，1973年1月9日—），香港唱作歌手及音樂人，組合Swing的成員，現定居加拿大。

## 簡歷
Jerald的父親是香港著名音樂人陳永良，自小隨父親學習音樂，並擅長即興的擬聲吟唱（英語：Scat singing）。
Jerald很早便隨家人移民到加拿大，並在當地成長。直至1990年代，Jerald回流香港發展，並在千禧年代認識了Eric Kwok（郭偉亮）。二人組成組合Snowman（Swing前身），當時他們有感香港樂壇水平不足，遂立志一手改變樂壇。然而，樂壇的風氣根深蒂固，單靠二人之力並不足夠改變，Swing的音樂亦未得到預期中的成績。2002年，Jerald終於心灰意冷，決定把Swing解散。
離開幕前後，Jerald聲稱回到加拿大生活，但常出現於香港，且仍偶有為香港的歌手寫作歌曲，如陳奕迅、麥浚龍、吳日言等，期間亦曾與父親合作擔任劉美君的演唱會監製。
2009年，Jerald又回到香港，與Eric Kwok約定重組Swing三年，期間推出了三張唱片：《武當》、《電》和《Swing到盡》。2011年11月23日，二人在紅磡體育館舉行《Swing後會無期告別演唱會》，為Swing再次劃上句號。Swing再度解散後，Jerald回到加拿大照顧女兒。

## 派台歌曲成績
註：組合名義的派台歌，請參閱Swing之頁面。
| 派台歌曲成績（五台） | 派台歌曲成績（五台） | 派台歌曲成績（五台） | 派台歌曲成績（五台） | 派台歌曲成績（五台） | 派台歌曲成績（五台） | 派台歌曲成績（五台） | 派台歌曲成績（五台）           |      |
| -------------------- | -------------------- | -------------------- | -------------------- | -------------------- | -------------------- | -------------------- | ------------------------------ | ---- |
| 唱片                 | 歌曲                 | 903                  | RTHK                 | 997                  | TVB                  | ViuTV                | 備註                           | 備註 |
| 2022年               |                      |                      |                      |                      |                      |                      |                                |      |
|                      | Happy Me             | 4                    | ×                    | 3                    | ×                    | -                    | 加拿大至 HIT 中文歌曲排行榜：1 |      |

| 各台冠軍歌總數 | 各台冠軍歌總數 | 各台冠軍歌總數 | 各台冠軍歌總數 | 各台冠軍歌總數 | 各台冠軍歌總數 | 各台冠軍歌總數    | 各台冠軍歌總數 |
| -------------- | -------------- | -------------- | -------------- | -------------- | -------------- | ----------------- | -------------- |
| 五台           | 903            | RTHK           | 997            | TVB            | ViuTV          | 備註              |                |
| 五台           | 0              | 0              | 0              | 0              | 0              | 四台冠軍歌總數：0 |                |

- （*）上榜中
- （-）未能上榜
- （×）沒有派往該台
- （(1)）兩週冠軍

## 幕後創作

### 1999年
- 梁詠琪 - 我鍾意（編、監）
- 梁詠琪 - 我鍾意（Sunny Mix）（監）
- 鄭伊健 - 極速（Rap詞）

### 2000年
- 何嘉莉 - 親身感覺（編）
- 梁詠琪 - 煙霧瀰漫（編、監）
- 梁詠琪 - 一年之計（監）
- 楊千嬅、古天樂 - 萬語千言（編）
- 劉嘉玲 - 某年某月（曲）

### 2001年
- 容祖兒 - 一個人砌圖（曲、編、監）
- 容祖兒 - 我不要你（編、監）
- 梁詠琪 - 全年無休（監）
- 陳冠希 - 緋聞（編、監）

### 2002年
- 何嘉莉 - 你是我的禮物（編）

### 2004年
- I Love You Boyz - 唔好吹雞隻嘅尾部（編、監）
- 吳日言 - 512愛你（曲、編、監）
- 吳日言 - 512愛你（Not A Remix Remix）（曲、編、監）
- 麥浚龍 - 非公開表演（曲、Rap詞、編、監）
- 麥浚龍 - 放棄愛情（曲、監）
- 麥浚龍 - 是誰後備（監）
- 麥浚龍 - 不戀愛更好（曲、編、監）
- 麥浚龍 - 我有時覺得（編、監）
- 麥浚龍 - 七號風球（曲、編、監）

### 2005年
- I Love You Boyz - 犀利醒有限公司（曲、編、監）
- 李蘢怡、李龍基 - 明天你是否依然教我（曲、編、監）
- 林海峰 - 搞出嘢（曲、編、監）
- 林海峰 - 流行曲（曲、編、監）
- 麥浚龍 - 講得出（曲、編、監）
- 麥浚龍 - 第二人（編、監）|
- 麥浚龍 - 原地轉（曲、編、監）
- 麥浚龍 - 另一邊（監）
- 麥浚龍 - 炸彈人（曲、編、監）
- 麥浚龍 - 下文（曲、編、監）
- 麥浚龍 - 九因歌（曲、監）

### 2006年
- 陳奕迅 - 低調（編、監）
- 陳奕迅 - 人車誌（曲、編、監）
- 陳奕迅 - 最佳損友（編、監）
- 陳奕迅 - 暴殄天物（曲、編、監）
- 陳奕迅 - 落花流水（編、監）
- 陳奕迅 - 大得太快（監）
- 軟硬天師 - 軟硬（曲、編、監）
- 軟硬天師 - 係咩唔係喎（曲、編、監）
- 森美小儀歌劇團 - Big Hug（曲、編、監）

### 2007年
- EO2、鄧穎芝、高皓正、范萱蔚、裕　美、賈曉晨、唐　寧 - 大節日（曲、編、監）
- Oscar - 險（曲、詞、編、監）
- Oscar - 背上的肖像（曲、編、監）
- Oscar - 有時好... 有時差（曲、編、監）
- Oscar - 大男人（編、監）
- Oscar - 如果我成名（曲、編、監）
- 吳日言 - 瑪莉皇后（監）
- 吳日言 - 陌生的背影（曲、編、監）
- 吳雨霏 - Let Me Go（曲、詞、編、監）
- 側　田、吳雨霏 - 山歌（曲、詞、編、監）
- 鄧麗欣 - Waiting List（曲、編、監）

### 2008年
- I Love You Boyz、HotCha - 火熱悶棍La La La（曲、編、監）
- 林海峰 - 我係邊個（曲、編、監）
- 劉美君 Feat. 林海峰 - 大開色界（曲、編、監）
- 張敬軒 - 鬧鬼愛情（曲、編、監）
- 張敬軒 - Déjà Vu（曲、編、監）
- 麥浚龍 - 人牆（曲、編、監）
- 麥浚龍 - 歪（編、監）
- 麥浚龍 - 連體嬰（曲、編、監）
- 麥浚龍 Feat. 軟硬天師 - 林民龍（Snowman Mix）（編、監）

### 2009年
- 李克勤 - 忍君子（曲、編、監）
- 周子揚 - 如果沒人發現的話（編、監）
- 林海峰 - 經典（曲、編、監）
- 林海峰 - 女同事（曲、編、監）
- 林海峰 - Try Our Best（曲、編、監）
- 麥浚龍 - 弱水三千（監）
- 劉美君 - 洋蔥（曲、編、監）
- 劉美君 - 一代艷星（編、監）
- 劉美君 - 我喝香水大（編、監）
- 劉美君 - Baby You're The One（曲、編、監）
- 薛凱琪 - 叮叮車（編、監）

### 2010年
- 周麗淇 - 八百天（曲、編、監）
- 官恩娜 - 一刻感應（曲、編、監）
- 麥浚龍 - 超生培慾（編、監）
- 麥浚龍 - 彳亍（編、監）

### 2011年
- Gin Lee - 潛水（編、監）
- 狄易達 - 舞士遊記（曲、編、監）
- 張繼聰 - 2013（編、監）
- 張繼聰 - 海馬（曲、監）
- 張繼聰 - 瑪莉殺死小綿羊（曲、編、監）
- 張繼聰 - 宇宙搖籃曲（曲、編、監）
- 張繼聰 Feat. MastaMic - 杞人（曲、編、監）
- 梁漢文 - 超等後座（曲、編、監）

### 2012年
- 陳奕迅 - 重口味（曲、編、監）
- 陳奕迅 - 非禮（曲、編、監）
- 陳奕迅 - Class（曲、編、監）
- 陳奕迅 - 碌卡（曲、編、監）
- 陳奕迅 - 笑死朕（曲、編、監）
- 陳奕迅 - 蚊（曲、編、監）
- 陳奕迅 - Let It Out（編、監）
- 陳奕迅 - 習慣說（編、監）
- 陳奕迅 - 信任（曲、編、監）
- 陳奕迅 - 完（編、監）
- 陳奕迅 - 非禮（Rude Mix）（曲、編、監）
- 陳奕迅 - Class（Extended Version）（曲、編、監）
- 陳奕迅 - 碌卡（Light-Saber Mix）（曲、監）
- 陳奕迅 - 重口味（Special Club Mix）（曲、監）
- 陳奕迅 Feat. 譚詠麟 - 重口味（The Headmaster Mix）（曲、監）
- 劉美君 - 春光乍洩（監）
- 劉美君 - 小城大事（監）
- 劉美君 - 灰色（編、監）
- 劉美君 - 午夜麗人（監）
- Gin Lee - 前科（曲、編、監）

### 2013年
- Gin Lee - 仙境夢遊愛麗絲（曲、編、監）
- Gin Lee - 偏偏喜歡你（編、監）
- MastaMic - 流行無罪（曲、編、監）
- MastaMic Feat. Jerald - Hate Me（監）
- MastaMic Feat. C AllStar - Shine（曲、監）
- MastaMic Feat. 側田 & Jerald - 上位（曲、編、監）

### 2014年
- C AllStar、Super Girls - SuperStar（曲、編、監）
- C AllStar、Super Girls - SuperStar（SuperXmaStar Mix）（曲、編、監）
- 彭永琛 - 女撒旦（編、監）
- 岑寧兒 - 哪裡（編、監）
- 麥浚龍 - 門（監）

### 2015年
- Jase@C AllStar、Jerald - Pair J（曲、編、監）
- Mr. - 現實遊戲（編、監）
- Mr. - 雙面人（編、監）
- 麥浚龍、莫文蔚 - 瑕疵（編、監）
- 岑寧兒 - You and I（編、監）
- 岑寧兒 - 牆（曲、編、監）

### 2016年
- MastaMic Feat. Jerald - Good Times（曲）
- 岑寧兒 - 戒口（曲、編、監）
- 岑寧兒 - 馬路天使（編、監）
- 麥浚龍 - 劊子手最後一夜（監）
- 麥浚龍 - 髮落無聲（監）
- 麥浚龍 - 清靜（監）
- 麥浚龍 - 不了（編、監）

### 2017年
- Mr. - 不屈（曲、編、監）
- Mr. - 口罩（編、監）
- Mr. - 時間遊戲（編、監）
- Mr. - 安歌（曲、編、監）
- Mr. - 相見好（編、監）
- Mr. - 搏一鋪（編、監）
- Mr. - 人間遊戲（編、監）
- Mr. - 遠走高飛（編、監）
- Mr. - 本能（編、監）
- 小　肥 - 無定向喪心病狂（曲、編、監）
- 徐天佑 - 我們沒有不期而遇（編）
- 曹震豪 - 斜槓青年（編、監）
- 陳奕迅 - 放（曲、編、監）
- 陳奕迅 - 收心操（曲、編、監）
- 陳奕迅 - 海膽（曲、編、監）
- 陳奕迅 - 誰來剪月光（監）
- 陳奕迅 - 床上的黑洞（曲、編、監）
- 陳奕迅 - 右上角（曲、編、監）
- 陳奕迅 - 之外（編、監）
- 陳奕迅 - 傅科擺（曲、編、監）
- 陳奕迅 - 零下幾分鐘（編、監）
- 陳奕迅 - 披風（曲、編、監）
- 羅力威 - 古董車（編、監）

### 2018年
- 謝安琪 - 一個女人和浴室（編、監）
- 謝安琪、古天樂  - (一個男人) 一個女人 和浴室（監）

### 2019年
- 李靖筠 - 碎紙機的告白（曲、編、監）
- 林二汶 - 最後的信仰（編）
- 林二汶 - 解語花（編）
- 麥浚龍、謝安琪 - 廢話（編、監）
- 謝安琪 - 我在陽台上看你（監）
- 謝安琪 - 偷情的禮儀（編、監）
- 謝安琪 - 其實寂寞（編、監）

### 2020年
- 沈震軒、劉美君 - 局內人（曲）
- 梁釗峰 - 笑哈哈先生（編）
- 陳奕迅、蔡依林 - Fight as One（詞、編、監）
- 麥浚龍、林嘉欣 - 字典 與 聖經（監）
- 謝安琪 - 只想死於你身邊（監）

### 2021年
- P1X3L - Braceless（曲、編、監）
- P1X3L - Just Lean On Me（監）

### 2022年
- 岑寧兒 - 這裡（曲、編、監）
- 鄧小巧 - 陪狗散步（曲、編、監）

### 2023年
- 許志安 - 與自己和解（編、監）

### 2024年
- COLLAR - Call Back In 20（曲、編、監）
- COLLAR - AFK???（編、監）
- 黃明德 - 框框（編、監）

### 2025年
- The Lemon Ones - Prove Me Wrong（編、監）

## 外部連結
- Jerald Chan的Instagram帳戶
- Swing's... （页面存档备份，存于）
- Jerald Chan & Eric Kwok的Facebook專頁
- Jerald Chan在互联网电影资料库（IMDb）上的資料（英文）